# MasterChef Italia (sesta edizione)
La sesta edizione del talent show culinario MasterChef Italia, composta da 12 puntate e 24 episodi, è andata in onda in prima serata su Sky Uno dal 22 dicembre 2016 al 9 marzo 2017. Confermato il quartetto dei giudici composto da Bruno Barbieri, Carlo Cracco, Joe Bastianich e Antonino Cannavacciuolo.
Dalla sesta edizione la produzione del programma viene affidata ad Endemol Shine, che subentra a Magnolia.
La replica di questa edizione è andata in onda dal 27 agosto al 12 novembre 2017 su TV8. 
A risultare vincitore è lo studente diciottenne Valerio Braschi, che si è aggiudicato un assegno di 100.000 € e la possibilità di pubblicare un libro di ricette. Il libro è stato pubblicato dalla casa editrice Baldini+Castoldi e si intitola "Mystery boy. La mia idea di cucina in 100 ricette ". (ISBN 979-1254941140)
Braschi è il concorrente e il vincitore più giovane in assoluto della storia di MasterChef Italia. 
L'intera edizione è stata resa disponibile sul canale YouTube ufficiale di MasterChef Italia.

## Concorrenti
| Nome                   | Età | Città                         | Occupazione                        | Posizione | Prove vinte | Individuali | In brigata |
| ---------------------- | --- | ----------------------------- | ---------------------------------- | --------- | ----------- | ----------- | ---------- |
| Valerio Braschi        | 18  | Santarcangelo di Romagna (RN) | Studente liceo scientifico         | 1º        | 10          | 5           | 5          |
| Cristina Nicolini      | 25  | Fiorentino (RSM)              | Tirocinante avvocato               | 2º        | 11          | 6           | 5          |
| Gloria Enrico          | 24  | Tovo San Giacomo (SV)         | Barista                            | 2º        | 4           | 3           | 1          |
| Margherita Russo       | 27  | Palermo                       | Studentessa giurisprudenza         | 4º        | 6           | 3           | 3          |
| Loredana Martori       | 38  | San Giorgio Morgeto (RC)      | Consulente studio architettura     | 5º        | 7           | 2           | 5          |
| Michele Ghedini        | 21  | Porto Mantovano (MN)          | Studente liceo artistico           | 6º        | 6           | 1           | 5          |
| Michele Pirozzi        | 34  | San Felice a Cancello (CE)    | Rappresentante di articoli funebri | 7º        | 6           | 2           | 4          |
| Gabriele Gatti         | 46  | Torino                        | Architetto                         | 8º        | 3           | 1           | 2          |
| Giulia Brandi          | 30  | Fermignano (PU)               | Commerciante                       | 9º        | 3           | 1           | 2          |
| Mariangela Gigante     | 39  | Palagianello (TA)             | Avvocato penalista                 | 10º       | 3           | 0           | 3          |
| Roberto Perugini       | 36  | Predappio (FC)                | Operaio                            | 11º       | 2           | 0           | 2          |
| Daniele Cui            | 37  | Selargius (CA)                | Casalingo                          | 12º       | 0           | 0           | 0          |
| Maria Zaccagni         | 29  | Bari                          | Impiegata                          | 13º       | 2           | 0           | 2          |
| Barbara D'Aniello      | 44  | Verona                        | Estetista                          | 14º       | 2           | 0           | 2          |
| Marco Vandoni          | 37  | Milano                        | Dirigente d'azienda                | 15º       | 0           | 0           | 0          |
| Marco Moreschi         | 40  | Gussago (BS)                  | Imprenditore                       | 16º       | 0           | 0           | 0          |
| Alain Stratta          | 33  | Donnas (AO)                   | Perito assicurativo                | 17º       | 0           | 0           | 0          |
| Vittoria Polloni       | 29  | Brescia                       | Store manager                      | 18º       | 1           | 0           | 1          |
| Antonella Orsino       | 37  | Cusano Mutri (BN)             | Impiegata contabile                | 19º       | 0           | 0           | 0          |
| Alves "Lalla" Pedriali | 61  | Cesena (FC)                   | Pensionata                         | 20º       | 0           | 0           | 0          |

### Tabella delle eliminazioni
|             | 3                       | 3                       | 4                        | 4                        | 5                           | 5                           | 6                       | 6                       | 7                             | 7                             | 8                          | 8                          | 9                            | 9                            | 10                         | 10                         | 11                         | 11                         | 12                      | 12                      |
| Mystery Box | Loredana Gloria Roberto | Loredana Gloria Roberto | Gabriele Cristina Giulia | Gabriele Cristina Giulia | Valerio Margherita Loredana | Valerio Margherita Loredana | Giulia Gabriele Roberto | Giulia Gabriele Roberto | Valerio Margherita Mariangela | Valerio Margherita Mariangela | Gloria Cristina Margherita | Gloria Cristina Margherita | Michele P. Cristina Loredana | Michele P. Cristina Loredana | Margherita Gloria Cristina | Margherita Gloria Cristina | Margherita Gloria Cristina | Margherita Gloria Cristina | Valerio Gloria Cristina | Valerio Gloria Cristina |
| Valerio     | PRIMO                   | PRIMI 9                 | SALVO                    | PRIMI 8                  | SALVO                       | ULTIMI 8                    | SALVO                   | PRIMI 6                 | ULTIMI 3                      | PRIMI 5                       | SALVO                      | ULTIMI 5                   | SALVO                        | PRIMI 3                      | SALVO                      | ULTIMI 4                   | ULTIMI 2                   | ULTIMI 3                   | FINALISTA               | VINCITORE               |
| Cristina    | SALVA                   | PRIMI 9                 | SALVA                    | PRIMI 8                  | SALVA                       | PRIMI 7                     | PRIMA                   | ULTIMI 7                | SALVA                         | PRIMI 5                       | PRIMA                      | PRIMI 4                    | SALVA                        | ULTIMI 4                     | PRIMA                      | PRIMA                      | SALVA                      | PRIMA                      | PRIMA                   | SECONDA                 |
| Gloria      | SALVA                   | ULTIMI 10               | PRIMA                    | ULTIMI 9                 | SALVA                       | ULTIMI 8                    | SALVA                   | PRIMI 6                 | PRIMA                         | IMMUNE                        | SALVA                      | ULTIMI 5                   | ULTIMI 3                     | ULTIMI 4                     | SALVA                      | ULTIMI 2                   | ...ULTIMA...               | ULTIMI 2                   | FINALISTA               | SECONDA                 |
| Margherita  | SALVA                   | ULTIMI 10               | SALVA                    | ULTIMI 9                 | SALVA                       | ULTIMI 8                    | SALVA                   | PRIMI 6                 | SALVA                         | PRIMI 5                       | SALVA                      | PRIMI 4                    | SALVA                        | ULTIMI 2                     | SALVA                      | ULTIMI 4                   | PRIMA                      | ELIMINATA                  |                         |                         |
| Loredana    | SALVA                   | PRIMI 9                 | SALVA                    | ULTIMI 9                 | PRIMA                       | PRIMI 7                     | SALVA                   | ULTIMI 7                | SALVA                         | PRIMI 5                       | ULTIMI 4                   | PRIMI 4                    | SALVA                        | PRIMI 3                      | ULTIMI 2                   | ELIMINATA                  |                            |                            |                         |                         |
| Michele G.  | SALVO                   | PRIMI 9                 | SALVO                    | PRIMI 8                  | SALVO                       | ULTIMI 8                    | ULTIMI 3                | PRIMI 6                 | SALVO                         | ULTIMI 5                      | SALVO                      | PRIMI 4                    | PRIMO                        | PRIMI 3                      | ELIMINATO                  |                            |                            |                            |                         |                         |
| Michele P.  | SALVO                   | PRIMI 9                 | SALVO                    | PRIMI 8                  | SALVO                       | PRIMI 7                     | SALVO                   | PRIMI 6                 | SALVO                         | ULTIMI 5                      | PRIMO                      | ULTIMI 5                   | ULTIMI 3                     | ELIMINATO                    |                            |                            |                            |                            |                         |                         |
| Gabriele    | SALVO                   | PRIMI 9                 | SALVO                    | PRIMI 8                  | SALVO                       | ULTIMI 8                    | SALVO                   | ULTIMI 7                | SALVO                         | ULTIMI 5                      | ULTIMI 4                   | ULTIMI 5                   | ELIMINATO                    |                              |                            |                            |                            |                            |                         |                         |
| Giulia      | SALVA                   | PRIMI 9                 | SALVA                    | ULTIMI 9                 | SALVA                       | PRIMI 7                     | SALVA                   | ULTIMI 7                | SALVA                         | ULTIMI 5                      | ULTIMI 4                   | ELIMINATA                  |                              |                              |                            |                            |                            |                            |                         |                         |
| Mariangela  | SALVA                   | ULTIMI 10               | ULTIMI 3                 | PRIMI 8                  | SALVA                       | ULTIMI 8                    | ULTIMI 3                | PRIMI 6                 | ULTIMI 3                      | PRIMI 5                       | ELIMINATA                  |                            |                              |                              |                            |                            |                            |                            |                         |                         |
| Roberto     | SALVO                   | PRIMI 9                 | SALVO                    | ULTIMI 9                 | SALVO                       | PRIMI 7                     | SALVO                   | ULTIMI 7                | SALVO                         | ELIMINATO                     |                            |                            |                              |                              |                            |                            |                            |                            |                         |                         |
| Daniele     | SALVO                   | ULTIMI 10               | SALVO                    | ULTIMI 9                 | SALVO                       | ULTIMI 8                    | SALVO                   | ULTIMI 7                | ELIMINATO                     |                               |                            |                            |                              |                              |                            |                            |                            |                            |                         |                         |
| Maria       | SALVA                   | ULTIMI 10               | ULTIMI 3                 | PRIMI 8                  | ULTIMI 3                    | PRIMI 7                     | SALVA                   | ELIMINATA               |                               |                               |                            |                            |                              |                              |                            |                            |                            |                            |                         |                         |
| Barbara     | SALVA                   | ULTIMI 10               | SALVA                    | PRIMI 8                  | SALVA                       | PRIMI 7                     | ELIMINATA               |                         |                               |                               |                            |                            |                              |                              |                            |                            |                            |                            |                         |                         |
| Marco V.    | ULTIMI 3                | ULTIMI 10               | SALVO                    | ULTIMI 9                 | ULTIMI 3                    | ELIMINATO                   |                         |                         |                               |                               |                            |                            |                              |                              |                            |                            |                            |                            |                         |                         |
| Marco M.    | SALVO                   | ULTIMI 10               | SALVO                    | ULTIMI 9                 | ELIMINATO                   |                             |                         |                         |                               |                               |                            |                            |                              |                              |                            |                            |                            |                            |                         |                         |
| Alain       | SALVO                   | ULTIMI 10               | SALVO                    | ELIMINATO                |                             |                             |                         |                         |                               |                               |                            |                            |                              |                              |                            |                            |                            |                            |                         |                         |
| Vittoria    | SALVA                   | PRIMI 9                 | ELIMINATA                |                          |                             |                             |                         |                         |                               |                               |                            |                            |                              |                              |                            |                            |                            |                            |                         |                         |
| Antonella   | ULTIMI 3                | ELIMINATA               |                          |                          |                             |                             |                         |                         |                               |                               |                            |                            |                              |                              |                            |                            |                            |                            |                         |                         |
| Lalla       | ELIMINATA               |                         |                          |                          |                             |                             |                         |                         |                               |                               |                            |                            |                              |                              |                            |                            |                            |                            |                         |                         |

     Il concorrente è il vincitore dell'intera edizione

     Il concorrente è il vincitore dell’invention test 

     Il concorrente è immune da eliminazione e non partecipa alla prova

     Il concorrente fa parte della squadra vincente ed è salvo

     Il concorrente è vincitore della sfida esterna ed è salvo

     Il concorrente fa parte della squadra perdente ma non deve affrontare il Pressure Test

     Il concorrente fa parte della squadra perdente, deve affrontare il Pressure Test e si salva

     Il concorrente è il peggiore del Pressure Test, affronta il duello e si salva 

     Il concorrente non partecipa alla sfida esterna, affronta direttamente il duello e si salva

     Il concorrente non partecipa alla sfida esterna e affronta direttamente il Pressure Test

     Il concorrente è tra i peggiori ma non è eliminato

     Il concorrente è eliminato

     Il concorrente accede alla sfida finale 

     Il concorrente perde la sfida finale 

## Dettaglio delle puntate

### Prima puntata
Data: giovedì 22 dicembre 2016

#### Episodi 1 e 2 (provini)
Sede della prima prova: Milano, stazione Centrale, Piazza Duca d'Aosta.
Si sono presentati in migliaia alle selezioni, ma solo 150 concorrenti sono arrivati alla prima selezione. La prova consiste nel realizzare un piatto a crudo, utilizzando tutti o solo alcuni ingredienti scelti tra: orata, scalogno, ananas, ravanelli, lamponi, polline secco, foglie di siso, sedano e pomodoro nero. I concorrenti hanno a disposizione 45 minuti per presentare il loro piatto ai giudici. Per passare alla prova successiva sono necessari almeno tre sì.

### Seconda puntata
Data: giovedì 29 dicembre 2016

#### Episodi 3 e 4 (selezioni)
Alla fine delle selezioni, i concorrenti rimasti sono 40. Di questi, 12 concorrenti, quelli che hanno ottenuto tre sì e un no, devono convincere ancora i giudici (in particolare quello che aveva dato loro parere negativo) cucinando un perfetto purè di patate. Chi farà un buon purè di patate potrà continuare a cucinare in postazione, e chi sbaglia verrà eliminato (Tornano in postazione Marco P., Maria, Gianni, Michele G., e Barbara, mentre Paola, Elena T., Daniele S., Luca, Marco F., Elisa e Michele G. si tolgono il grembiule).  La prova per i 32 concorrenti rimasti consiste nel preparare in 35 minuti un piatto con delle tecniche di cottura che rappresentano i vari giudici. Le prime due file saranno giudicate da Antonino Cannavacciuolo, che assegna la frittura (entrano Giulia, Gabriele e Lalla mentre Silvana e Junior si tolgono il grembiule. Antonella, Vittoria e Mariangela tornano in postazione). La terza e la quarta fila dovranno preparare un piatto usando la cottura a vapore, assegnata da Carlo Cracco (entrano Cristina, Gloria e Roberto mentre Claudia ed Enea si tolgono il grembiule. Larysa, Alain e Margherita tornano in postazione). Joe Bastianich giudica la quinta e la sesta fila, a cui assegna la cottura alla griglia (entrano Michele P., Marco V. e Marco M. mentre Celeste e Daniela si tolgono il grembiule. Elena R., Carlotta e Maggie tornano in postazione). Bruno Barbieri sceglie per la settima e l'ottava fila la cottura in umido (entrano Loredana, Valerio e Barbara mentre Gianni e Marco P. si tolgono il grembiule. Daniele C., Maria e Michele G. tornano in postazione). Gli ultimi concorrenti, su cui i giudici hanno ancora dei dubbi, devono cimentarsi nella preparazione di un perfetto pesto alla genovese in 10 minuti. Alla fine di tale prova, alla Masterclass vanno ad aggiungersi Mariangela, Vittoria, Daniele C., Michele G., Alain, Maria, Antonella e Margherita mentre Maggie, Carlotta, Larysa e Elena R. si tolgono il grembiule.

### Terza puntata
Data: giovedì 5 gennaio 2017

#### Episodio 5
Partecipanti: Alain, Antonella, Barbara, Cristina, Daniele, Gabriele, Giulia, Gloria, Lalla, Loredana, Marco M., Marco V., Maria, Mariangela, Margherita, Michele G., Michele P., Roberto, Valerio, Vittoria.
- Mystery Box
  - Tema: la cucina vegetariana.
  - Ingredienti: platano, zucca, bietole, cime di rapa, carote, melanzana, patate, farina, avocado, friggitelli. I concorrenti hanno l'obbligo di non usare il sale.
  - Piatti migliori: Gioco di consistenze (Gloria), Strangolaprete vegano (Roberto), Senza sale (Loredana).
  - Vincitore: Loredana.
- Invention Test
  - Tema: i liquidi di cottura. La sfida consiste nel cucinare un pollo con il liquido di cottura scelto da Loredana.
  - Proposte: birra (Bastianich), caffè (Cracco), succo d'arancia (Cannavacciuolo), vino rosso (Barbieri). Loredana sceglie il caffè.
  - Piatto migliore: Pollo insonne (Valerio).
  - Piatti peggiori: Pollo nervosetto (Marco V.), Pollo al caffè tropicale (Lalla), Pollo all'arabica (Antonella).
  - Eliminata: Lalla.

#### Episodio 6
Partecipanti: Alain, Antonella, Barbara, Cristina, Daniele, Gabriele, Giulia, Gloria, Mariangela, Loredana, Marco M., Marco V., Maria, Margherita, Michele G., Michele P., Roberto, Valerio, Vittoria.
- Prova in Esterna
  - Sede: Matera.
  - Ospiti: 100 panettieri locali.
  - Tema: il pane di Matera.
  - Squadra blu: Valerio (caposquadra), Cristina, Gabriele, Giulia, Loredana, Michele G., Michele P., Roberto, Vittoria.
  - Squadra rossa: Margherita (caposquadra nominata da Valerio), Alain, Antonella, Barbara, Daniele, Gloria, Marco M., Maria, Mariangela. Margherita sceglie di mandare Marco V. direttamente al Pressure Test.
  - Piatti del menù: Cialledda, Gnocchi di pane al ragù materano, Cecio fritto (entrambe le squadre).
  - Vincitori: squadra blu.
- Pressure Test
  - Sfidanti: Margherita, Alain, Antonella, Barbara, Daniele, Gloria, Marco M., Maria, Mariangela, Marco V.
  - Prima prova: riconoscere alcune combinazioni di ingredienti di sughi o salse (associando il nome della salsa all'insieme di ingredienti) tra 30 disponibili (si salvano Alain, Daniele, Marco M. e Margherita).
  - Seconda prova: preparare una salsa bernese in 10 minuti (si salvano Gloria e Mariangela).
  - Terza prova: preparare un piatto di pasta alla puttanesca in 20 minuti (si salvano Barbara, Marco V. e Maria).
  - Eliminata: Antonella.

### Quarta puntata
Data: giovedì 12 gennaio 2017

#### Episodio 7
Partecipanti: Alain, Gloria, Barbara, Cristina, Daniele, Gabriele, Giulia, Mariangela, Loredana, Marco M., Marco V., Maria, Margherita, Michele G., Michele P., Roberto, Valerio, Vittoria.
- Mystery Box
  - Tema: il rischio. Sono presenti due Mystery Box, una trasparente (il cui contenuto è quindi visibile) e una chiusa (di cui quindi non si sanno gli ingredienti), chiamate rispettivamente Safe e Risk.
  - Ingredienti della Mystery Box "Safe" (35 minuti): trota, spinaci, ricotta, farina, uova, pane toscano, limone. I concorrenti devono usare tutti gli ingredienti.
  - Ingredienti della Mystery Box "Risk" (45 minuti): capesante, calamaretti spillo, mazzancolle, sedano, olive, pomodori, foie gras, miele, lime, mango. I concorrenti non hanno l'obbligo di usare tutti gli ingredienti.
  - Piatti migliori: Mare grasso (Gabriele; Mystery Risk), Sicuro sempre, noioso mai (Cristina; Mystery Safe), Trés Julie (Giulia; Mystery Risk).
  - Vincitore: Gabriele.
- Invention Test
  - Tema: i piatti salati e i piatti dolci.
  - Proposte: Gabriele ha la possibilità di vedere per primo l'ingrediente principale della prova, decidere per ognuno dei concorrenti se dovranno cucinare un piatto salato o un piatto dolce che abbia come protagonista tale ingrediente e infine fare la spesa con lo chef Barbieri chiedendogli tutti i consigli che desidera. L'ingrediente segreto è il Blu di Morozzo, un formaggio erborinato.
  - Concorrenti che dovranno cucinare un piatto salato: Gabriele, Michele P., Giulia, Alain, Roberto, Margherita, Valerio, Daniele, Loredana.
  - Concorrenti che dovranno cucinare un piatto dolce: Michele G., Marco V., Marco M., Mariangela, Gloria, Cristina, Barbara, Vittoria, Maria.
  - Piatto migliore: Dolcemente salato (Gloria).
  - Piatti peggiori: Zin Zin (Mariangela), Effetto sorpresa (Vittoria), Black, white and blue (Maria).
  - Eliminata: Vittoria.

#### Episodio 8
Partecipanti: Alain, Barbara, Cristina, Daniele, Gabriele, Giulia, Gloria, Loredana, Marco M., Marco V., Maria, Mariangela, Margherita, Michele G., Michele P., Roberto, Valerio 
- Prova in Esterna
  - Sede: Bolzano, Parco Naturale dello Sciliar.
  - Ospiti: 60 allevatori di bestiame delle malghe tirolesi.
  - Tema: la cucina altoatesina.
  - Squadra blu: Gloria (caposquadra), Alain, Daniele, Giulia, Marco M., Marco V., Margherita, Roberto. Gloria può scegliere se gareggiare in due squadre di nove contro otto oppure mandare un concorrente della squadra avversaria direttamente al Pressure Test, e sceglie la seconda possibilità, decidendo di mandare Loredana direttamente al pressure test.
  - Squadra rossa: Gabriele (caposquadra), Barbara, Cristina, Maria, Mariangela, Michele G., Michele P., Valerio
  - Piatti del menù: Schlutzkrapfen, Gulasch con patate, crauti (squadra blu), Maultaschen, Gröstl con patate, crauti (squadra rossa), Strudel di mele con panna montata (entrambe le squadre).
  - Vincitori: squadra rossa.
- Pressure Test
  - Sfidanti: Alain, Daniele, Giulia, Gloria, Loredana, Marco M., Marco V., Margherita, Roberto
  - Prima prova: scegliere cinque ingredienti in 30 secondi dal bancone e usarli per cucinare un piatto in 20 minuti (si salvano Daniele, Marco V. e Margherita).
  - Seconda prova: scegliere quattro ingredienti in 20 secondi tra quelli rimasti sul bancone e usarli per cucinare un piatto in 20 minuti (si salvano Giulia, Gloria, Loredana e Roberto).
  - Terza prova: scegliere tre ingredienti in 10 secondi tra quelli rimasti e usarli per cucinare un piatto in 20 minuti (si salva Marco M.).
  - Eliminato: Alain.

### Quinta puntata
Data: giovedì 19 gennaio 2017

#### Episodio 9
Partecipanti: Barbara, Cristina, Daniele, Gabriele, Giulia, Gloria, Loredana, Marco M., Marco V., Maria, Mariangela, Margherita, Michele G., Michele P., Roberto, Valerio.
- Mystery Box
  - Tema: i cibi dal sapore forte, che ammazzano il desiderio ("sex killer").
  - Ingredienti: aglio nero, verza, cipolla di Tropea, puzzone di Moena, fagioli borlotti, trippa, sardella, carne di pecora, aringa in salamoia, peperone.
  - Piatti migliori: Eros nel piatto (Margherita), Dal Gennargentu alla Val di Fassa (Valerio), Zuppetta piccante di borlotti (Loredana).
  - Vincitore: Valerio.
- Invention Test
  - Tema: l'alta cucina.
  - Ospite: Heinz Beck.
  - Proposte: tre combinazioni di ingredienti di tre ricette di Heinz Beck. Valerio sceglie la seconda proposta, che contiene scampi, pesce San Pietro, mandorle, pane in cassetta, dragoncello, liquirizia, pomodori, rapa bianca e arancia. Il compito degli aspiranti chef è realizzare un piatto creativo inventato personalmente con tali ingredienti.
  - Piatto migliore: Filetto e guancia di San Pietro (Loredana).
  - Piatti peggiori: Le porte del paradiso (Marco V.), Incontro con San Pietro (Maria), Guazzetto tra terra, cielo e mare (Marco M.).
  - Eliminato: Marco M.

#### Episodio 10
Partecipanti: Barbara, Cristina, Daniele, Gabriele, Giulia, Gloria, Loredana, Marco V., Maria, Mariangela, Margherita, Michele G., Michele P., Roberto, Valerio.
- Prova in Esterna
  - Sede: Santorini.
  - Ospiti: 50 invitati ad un matrimonio tipico greco.
  - Tema: la cucina greca.
  - Squadra blu: Mariangela (caposquadra nominata da Loredana), Margherita, Gloria, Daniele, Valerio, Michele G., Gabriele. I giudici fanno scegliere a catena i concorrenti della brigata a partire da Mariangela e rimane escluso Marco V., che va direttamente al Pressure Test.
  - Squadra rossa: Loredana (caposquadra), Barbara, Cristina, Giulia, Maria, Michele P., Roberto.
  - Piatti del menù: Saganaki, Souvlaki, Kolokithokeftedes, Salsa melitzanosalata, Salsa tzatziki, Pita, Agnello alla greca con insalata alla greca (squadra blu), Fritto di calamari, Polpo alla griglia, Salsa taramosalata, Salsa tirosalata, Pita, Aragosta in bella vista alla greca (squadra rossa).
  - Vincitori: squadra rossa.
- Pressure Test
  - Sfidanti: Daniele, Gabriele, Gloria, Marco V., Margherita, Michele G., Valerio. I giudici danno a Mariangela la possibilità di salvare una persona, e Mariangela sceglie sé stessa.
  - Prova: realizzare un piatto con un ingrediente principale e un lotto di ingredienti complementari comprati in un'asta e pagati con il tempo a disposizione per cucinare. Ogni concorrente ha inizialmente a disposizione 60 minuti e alla fine, per preparare il piatto, ha i minuti che non ha speso (si salvano Daniele, Gabriele, Margherita, Michele G. e Valerio).
  - Peggiori: Marco V. e Gloria
  - Eliminato: Marco V.

### Sesta puntata
Data: giovedì 26 gennaio 2017

#### Episodio 11
Partecipanti: Barbara, Cristina, Daniele, Gabriele, Giulia, Gloria, Loredana, Maria, Mariangela, Margherita, Michele G., Michele P., Roberto, Valerio.
- Mystery Box
  - Ingredienti: sedano rapa, parmigiano reggiano, ostriche, ceci ammollati, noci di macadamia, piselli, barba di frate, polpa di ricci di mare, salicornia, fichi. I concorrenti hanno l'obbligo di non adoperare il frullatore.
  - Piatti migliori: Zuppetta unconventional (Giulia), Ostriche impanate (Gabriele), Più fichi con l'ostrica (Roberto).
  - Vincitore: Giulia.
- Invention Test
  - Tema: la pasticceria.
  - Ospite: Iginio Massari.
  - Proposte: creare un profiterole costituito da un cono di 50 bignè su una base di 24 centimetri di diametro. Giulia ha la possibilità di mettere in difficoltà tre avversari obbligandoli a usare una base di soli 20 centimetri, e sceglie Barbara, Michele P. e Mariangela.
  - Vassoio migliore: Cristina.
  - Vassoi peggiori: Michele G., Barbara, Mariangela.
  - Eliminata: Barbara.

#### Episodio 12
Partecipanti: Cristina, Daniele, Gabriele, Giulia, Gloria, Loredana, Margherita, Maria, Mariangela, Michele G., Michele P., Roberto, Valerio
- Prova in Esterna
  - Sede: Milano, Istituto dei Ciechi.
  - Ospiti: 35 persone non vedenti ospiti della struttura per una "cena al buio", in cui i sapori dei piatti dovranno comunicare ai ciechi delle sensazioni.
  - Squadra blu: Cristina (caposquadra), Daniele, Gabriele, Giulia, Loredana, Maria, Roberto. Cristina ha il vantaggio di affrontare la prova 7 contro 6.
  - Squadra rossa: Michele P. (caposquadra), Gloria, Margherita, Mariangela, Michele G., Valerio.
  - Piatti del menù: a piacere, un antipasto che trasmetta freschezza, un secondo che trasmetta contrasti (squadra rossa), un primo che trasmetta armonia, un dolce che trasmetta esplosività dei sapori (squadra blu). I due capitani scelgono ciascuno 15 ingredienti per la propria squadra prendendoli in una stanza al buio, accompagnati da una guida non vedente, quindi non potendosi affidare alla vista ma solo agli altri quattro sensi per cercare di prendere gli ingredienti che desiderano.
  - Vincitori: squadra rossa.
- Pressure Test
  - Sfidanti: Cristina, Daniele, Gabriele, Giulia, Loredana, Maria, Roberto. I giudici danno agli sfidanti la possibilità di salvare direttamente uno di loro, ed essi scelgono Gabriele. I restanti concorrenti si sfideranno tre contro tre. Le tre squadre vengono formate dal capitano della squadra vincente della Prova in Esterna (Michele P.).
  - Squadre: Cristina, Giulia e Roberto (prima squadra), Daniele, Loredana e Maria (seconda squadra).
  - Prima prova: cucinare a staffetta un piatto, uno alla volta secondo un ordine a propria discrezione, avendo a disposizione 10 minuti ciascuno, in modo tale che ogni concorrente continui il lavoro lasciato dal precedente senza sapere l'idea di chi ha iniziato. Daniele commette un'infrazione cercando di rivelare di nascosto ai compagni il piatto che voleva realizzare: per penalità i giudici scelgono l'ordine in cui lui e i suoi compagni cucineranno e fanno la spesa per tale squadra, costringendola quindi a creare un piatto con gli ingredienti che si ritrovano, anziché scegliere tutto loro (si salvano Cristina, Giulia e Roberto).
  - Seconda prova: cucinare il piatto della squadra avversaria (si salvano Loredana e Daniele).
  - Eliminata: Maria.

### Settima puntata
Data: giovedì 2 febbraio 2017

#### Episodio 13
Partecipanti: Cristina, Daniele, Gabriele, Giulia, Gloria, Loredana, Mariangela, Margherita, Michele G., Michele P., Roberto, Valerio.
- Mystery Box
  - Ingredienti: ognuno dei concorrenti dovrà fare la spesa per un avversario, e all'interno della scatola si trova una statuetta raffigurante la persona a cui fare la spesa, scegliendo 10 ingredienti a piacere.
  - Piatti migliori: C'è sempre una soluzione (Margherita; spesa di Mariangela), M'infregola a me (Valerio; spesa di Daniele), Araba fenice - La resurrezione (Mariangela; spesa di Roberto).
  - Vincitore: Valerio.
- Invention Test
  - Tema: la cucina giapponese.
  - Ospite: Masaharu Morimoto.
  - Proposte: Oyakodon con zuppa di miso, Tempura udon, Gyoza di maiale e gamberi. Valerio sceglie la seconda proposta e ha inoltre il vantaggio di poter mettere in difficoltà due concorrenti che avranno 10 minuti in meno per cucinare, e sceglie Gloria e Mariangela.
  - Piatto migliore: Gloria. La vincitrice non partecipa alla prova in esterna e passa direttamente alla mystery box successiva nominando il nuovo capitano scegliendo Giulia.
  - Piatti peggiori: Daniele, Mariangela, Valerio.
  - Eliminato: Daniele.

#### Episodio 14
Partecipanti: Cristina, Gabriele, Giulia, Gloria, Loredana, Margherita, Mariangela, Michele G., Michele P., Roberto, Valerio.
- Prova in Esterna
  - Sede: Napoli, Circolo Reale Yacht Club Savoia.
  - Ospiti: Giuseppe Abbagnale e 40 canottieri impegnati in una gara.
  - Tema: la pasta.
  - Squadra blu: Giulia (caposquadra nominata da Gloria), Gabriele, Michele G., Michele P., Roberto.
  - Squadra rossa: Loredana (caposquadra), Cristina, Margherita, Mariangela, Valerio.
  - Piatti del menù: Spaghetti con aglio, olio, peperoncino e vongole (squadra blu), Fusilli con ragù di salsiccia e friggitelli (squadra rossa). Le due squadre devono inventare un antipasto e un dolce che abbiano la pasta come ingrediente principale.
  - Vincitori: squadra rossa. I giudici decidono di salvare direttamente un solo concorrente della squadra blu, e scelgono Michele P.
- Pressure Test
  - Sede: Procida.
  - Sfidanti: Gabriele, Giulia, Michele G., Roberto.
  - Prova: cucinare nella cambusa di un catamarano alcuni piatti su ordinazione dei giudici: un'insalata salata di anguria, un astice alla catalana, un pesce all'acqua pazza e dei polpetti alla luciana (si salvano Giulia e Michele G.). Una volta rientrati nella cucina di Masterchef, i giudici sceglieranno chi tra Gabriele e Roberto verrà eliminato (si salva Gabriele).
  - Eliminato: Roberto (l'eliminato è stato svelato nell'episodio successivo).

### Ottava puntata
Data: giovedì 9 febbraio 2017

#### Episodio 15
Partecipanti: Cristina, Gabriele, Giulia, Gloria, Loredana, Margherita, Mariangela, Michele G., Michele P., Valerio. 
- Mystery Box
  - Tema: il gioco del poker.
  - Ingredienti: latte, ali di razza, brus fermentato, zucchine con fiore, limone, pomodori camoni, farina di ceci, pastinaca, creste di gallo, pinoli. I concorrenti hanno la possibilità di cambiare al massimo 5 ingredienti con altri contenuti in 5 piccole Mystery Box.
  - Piatti migliori: Ali di razza confit (Margherita), Pizza invertita al sapore di mare (Gloria), Voglia d'estate (Cristina).
  - Vincitore: Gloria.
- Invention Test
  - Proposta: cucinare un "timballo del Gattopardo", un timballo di pasta frolla ripieno di garganelli all'uovo, crema pasticcera, uova, ragù di carne, piselli e polpettine fritte (piatto presente nel film Il Gattopardo di Luchino Visconti), lavorando in coppia. Gloria ha il vantaggio di scegliere le coppie che cucineranno insieme a staffetta, dandosi il cambio ogni 15 minuti.
  - Scelte della vincitrice della Mystery Box: Gloria-Margherita, Cristina-Michele P., Mariangela-Gabriele, Loredana-Giulia, Valerio-Michele G.
  - Coppia migliore: Cristina-Michele P.
  - Coppie peggiori: Loredana-Giulia, Mariangela-Gabriele.
  - Eliminata: Mariangela. Gabriele riceve il grembiule nero per sfidarsi al Pressure Test con la brigata perdente.

#### Episodio 16
Partecipanti: Cristina, Giulia, Gloria, Loredana, Margherita, Michele G., Michele P., Valerio.
- Prova in Esterna
  - Sede: Valeggio sul Mincio, Parco Sigurtà.
  - Ospiti: 20 discepoli Shaolin.
  - Tema: la cucina vegana e crudista.
  - Squadra blu: Cristina (caposquadra), Loredana, Michele G. , Margherita.
  - Squadra rossa: Michele P. (caposquadra), Giulia, Valerio, Gloria.
  - Piatti del menù: Centrifugato di clorofilla e mirtilli, Vellutata di cavolfiore, Polpette vegane con salsa, Stufato di zucca e fagioli, Insalata di tofu, albicocche e noci, Crostata crudista alla frutta (squadra blu), Centrifugato di radici e melograno, Vellutata di carote, Hummus di quinoa con verdure, Stufato di seitan e patate, Insalata di tofu e alghe, Tiramisù vegano (squadra rossa).
  - Vincitori: squadra blu.
- Pressure Test
  - Sfidanti: Gabriele, Giulia, Gloria, Michele P., Valerio. La prova consiste in 4 duelli e al termine di ogni prova lo sconfitto sceglie il prossimo sfidante. Il primo partecipante viene scelto da Cristina, capitano della squadra vincitrice della Prova in Esterna, che sceglie Michele P., il quale a sua volta sceglie Gabriele. Gabriele sceglie poi Valerio, contro il quale perde, e poi sceglie Gloria per la penultima sfida, venendo nuovamente sconfitto. Le scelte riguardano anche il piatto da cucinare in ogni sfida, scelto tra quattro possibilità iniziali.
  - Prima prova: preparare uno zabaione (si salva Michele P.).
  - Seconda prova: preparare delle sarde a beccafico (si salva Valerio).
  - Terza prova: preparare della mozzarella in carrozza (si salva Gloria).
  - Quarta prova: preparare un filetto di manzo al sangue, uno a cottura media e uno ben cotto (si salva Gabriele).
  - Eliminata: Giulia.

### Nona puntata
Data: giovedì 16 febbraio 2017

#### Episodio 17
Partecipanti: Cristina, Gabriele, Gloria, Loredana, Margherita, Michele G., Michele P., Valerio.
- Mystery Box
  - Tema: la cucina dietetica. Ai concorrenti viene proposto una sorta di problema matematico, dal quale risulta che i concorrenti devono cucinare con ingredienti a piacere un piatto che fornisca circa 800 kcal per una dieta destinata a Cannavacciuolo: i giudici rivelano poi che i dati erano inventati.
  - Piatti migliori: Tagliatelle con ragù di mare (Cristina), Ho un po' di fame (Michele P.), Gnocchetti di mare (Loredana).
  - Vincitore: Michele P.
- Invention Test
  - Tema: la cucina americana.
  - Proposte: Gumbo, Chili con carne, Tortini di granchio. Michele P. sceglie la terza proposta per sé e ha il vantaggio di assegnare le varie proposte ai suoi avversari.
  - Assegnazioni del vincitore della Mystery Box: Gumbo (Cristina, Gabriele, Michele G.), Chili con carne (Loredana, Valerio), Tortini di granchio (Gloria, Margherita, Michele P.).
  - Piatto migliore: Michele G.
  - Piatti peggiori: Michele P., Gabriele, Gloria.
  - Eliminato: Gabriele. Michele P. riceve il grembiule nero per sfidarsi a duello con il peggiore del Pressure Test.

#### Episodio 18
Partecipanti: Cristina, Gloria, Loredana, Margherita, Michele G., Valerio.
- Prova in Esterna
  - Sede: Guarene, Castello di Guarene.
  - Ospiti: il gran consiglio della Confraternita del Bollito di Guarene.
  - Squadra blu: Michele G. (caposquadra), Loredana, Valerio. Michele ha il vantaggio di ascoltare tre segreti dal Gran Priore della confraternita.
  - Squadra rossa: Gloria (caposquadra), Cristina, Margherita.
  - Piatti del menù: Gran bollito misto alla piemontese (entrambe le squadre).
  - Vincitori: squadra blu.
- Pressure Test
  - Sfidanti: Cristina, Gloria, Margherita.
  - Prima prova: preparare un vitello tonnato con un pezzo del bollito avanzato (si salva Gloria).
  - Seconda prova: preparare un'insalata con i tagli di carne del bollito (si salva Cristina).
  - Sconfitta: Margherita.
- Duello
  - Sfidanti: Margherita, Michele P.
  - Prova: preparare dei panzerotti con ripieni ispirati a quattro pizze, scelte dai giudici: vegetariana (Barbieri), scarola, uvetta, pinoli e provola (Cracco), ananas, bacon e mozzarella (Bastianich), margherita (Cannavacciuolo) (si salva Margherita).
  - Eliminato: Michele P.

### Decima puntata
Data: giovedì 23 febbraio 2017

#### Episodio 19
Partecipanti: Cristina, Gloria, Loredana, Margherita, Michele G., Valerio.
- Mystery Box
  - Tema: le opere liriche.
  - Proposte: seduti su sei sedili da teatro, i concorrenti trovano davanti a loro sei scatole contenenti la locandina di un'opera lirica, ciascuna corrispondente ad una ricetta dedicata a tale opera o al suo compositore. Loredana pesca La traviata di Giuseppe Verdi (risotto alla Giuseppe Verdi), Cristina Carmen di Georges Bizet (costolette alla Carmen), Valerio Il flauto magico di Wolfgang Amadeus Mozart (palle di Mozart), Michele G. Norma di Vincenzo Bellini (maccheroni alla Norma), Gloria Turandot di Giacomo Puccini (anguilla in ginocchioni), Margherita Il barbiere di Siviglia di Gioacchino Rossini (filetto alla Rossini).
  - Piatti migliori: Gloria, Margherita, Cristina.
  - Vincitore: Margherita.
- Invention Test
  - Tema: gli ingredienti rari.
  - Proposte: pale di fichi d'India, fitoplancton, limoni di mare. Margherita sceglie la seconda proposta per sé e i suoi avversari e ha la possibilità di ascoltare i consigli di tre esperti di questi ingredienti.
  - Piatto migliore: Tagliatelle al plancton (Cristina).
  - Piatti peggiori: Polpo 25 (Michele G.), Acqua di plancton (Loredana).
  - Eliminato: Michele G. Loredana riceve il grembiule nero per affrontare il peggiore del Pressure Test a duello.

#### Episodio 20
Partecipanti: Cristina, Gloria, Margherita, Valerio.
- Prova in Esterna
  - Sede: Milano, Palazzo dell'Arte.
  - Ospiti: Lorenzo Sandano e Paolo Vizzari (due giovani critici gastronomici).
  - Ingredienti: Cristina ha il vantaggio di assegnare quattro ingredienti nascosti sotto quattro scatole: carne di chianina (Gloria), sgombro dell'Adriatico (Cristina), faraona (Margherita), legumi (Valerio). I due critici inoltre mandano delle immagini che simboleggiano dei temi che i concorrenti devono inserire nei piatti: il Giappone, il gioco, il contrasto tra caldo e freddo.
  - Vincitrice: Cristina.
- Pressure Test
  - Sfidanti: Gloria, Margherita, Valerio.
  - Prova: preparare quattro cestini da pranzo personalizzati per ciascuno dei giudici, contenenti un primo di pasta e un secondo di pesce con contorno per Cracco, un secondo di pesce e un contorno per Bastianich, un primo di pasta e polpette con contorno per Barbieri, una vellutata e un'insalata mista per Cannavacciuolo (si salvano Margherita e Valerio).
  - Sconfitta: Gloria.
- Duello
  - Sfidanti: Gloria, Loredana.
  - Prova: su un tavolo ci sono 20 ingredienti uguali da entrambe le parti e le due sfidanti hanno 10 mosse per confermare o cambiare gli ingredienti scelti dall'avversaria: alla fine delle mosse bisogna preparare un piatto con gli ingredienti rimasti (si salva Gloria).
  - Eliminata: Loredana.

### Undicesima puntata
Data: giovedì 2 marzo 2017

#### Episodio 21
Partecipanti: Cristina, Gloria, Margherita, Valerio.
- Mystery Box
  - Ingredienti: sotto la scatola i concorrenti trovano un tablet dal quale visualizzano un filmato in cui, a casa loro, viene richiesto ad un loro parente di prendere dal loro frigorifero gli ingredienti con cui i concorrenti dovranno cucinare.
  - Piatti migliori: Me and you (Cristina), Per Irene (Margherita), Aperipiatto (Gloria).
  - Vincitore: Margherita.
- Invention Test
  - Proposte: piccione (Barbieri), ossobuco di tonno (Cracco), lumache (Bastianich), cuore di vitello (Cannavacciuolo). Margherita ha il vantaggio di assegnare a sé ed ai suoi avversari uno dei quattro ingredienti e il tempo a disposizione per la prova (45, 40, 35 oppure 30 minuti).
  - Assegnazione della vincitrice della Mystery Box: ossobuco di tonno in 45 minuti (Margherita), cuore di vitello in 30 minuti (Cristina), lumache in 40 minuti (Gloria), piccione in 35 minuti (Valerio).
  - Piatto migliore: Sicilia nel cuore (Margherita).
  - Piatti peggiori: Ricordo d'infanzia (Gloria), Piccione in agrodolce (Valerio).
  - Sconfitta: Gloria. Non viene eliminata ma riceve il grembiule nero per affrontare il peggiore del Pressure Test al duello.

#### Episodio 22
Partecipanti: Cristina, Margherita, Valerio.
- Prova in Esterna
  - Sede: Dénia, Ristorante Quique Dacosta.
  - Ospiti: Quique Dacosta.
  - Piatti del menù: Gambero rosso di Dénia con tè di bietole (Margherita), Gazpacho di ciliegie con gamberetti (Cristina), Gamberone con avocado, mais e brodo caldo al curry verde (Valerio).
  - Vincitrice: Cristina.
- Pressure Test
  - Sfidanti: Margherita, Valerio.
  - Prova: preparare un piatto che abbia come ingredienti protagonisti popcorn e mais (si salva Valerio).
  - Sconfitta: Margherita.
- Duello
  - Sfidanti: Gloria, Margherita.
  - Prova: cucinare 6 differenti ricette avendo a disposizione 6 uova. I piatti vengono confrontati uno contro uno, di volta in volta i giudici decidono qual è il migliore e assegnano un punto a chi l'ha preparato, e vince chi per prima riesce a totalizzare 3 punti. Vince Gloria per 3-1.
  - Eliminata: Margherita.

### Dodicesima puntata
Data: giovedì 9 marzo 2017

#### Episodio 23 (Semifinale)
Partecipanti: Cristina, Gloria, Valerio.
- Mystery Box
  - Tema: ideare un piatto ispirandosi ai suggerimenti fatti in un filmato dai parenti e amici dei concorrenti.
  - Piatti realizzati: Rombo e scaloppa di foie gras (Cristina), Quaglia scomposta ripiena d'amore (Gloria), Risotto ai gamberi 2.0 (Valerio)
  - Vincitore: Valerio.
- Invention Test
  - Tema: il recupero degli scarti in cucina. Valerio ha la possibilità di scegliere per sé e per i suoi avversari il piatto che dovranno realizzare.
  - Ospiti: Igles Corelli, Pietro Leemann, Matias Perdomo.
  - Proposte: Palloncini croccanti con riso, rapa rossa e maionese di scampi e gamberi (piatto di Corelli, scelto da Valerio), Viaggio nel tempo che è stato e che sarà (piatto di Leemann, assegnato a Gloria), Mont blanc, ceci, olio con crosta di gorgonzola e gambi di prezzemolo (piatto di Perdomo, assegnato Cristina)
  - Piatto migliore: Cristina
  - Eliminato: contrariamente a quanto previsto inizialmente, i giudici decidono di non eliminare nessuno e di ammettere tutti e tre i concorrenti alla sfida finale, avendo tutti realizzato dei buoni piatti.

#### Episodio 24 (Finale)
Partecipanti: Cristina, Gloria, Valerio. Per la prima volta nella storia dello show vi sono non due ma tre finalisti.
- Ristorante di Masterchef
  - Menù degustazione Valerio 18.0 di Valerio: Il mare, Ricordo di un amico, L'apparenza inganna, Black cod in oliocottura, Semifreddo di Lorenzo.
  - Menù degustazione L'eleganza della semplicità di Cristina: Rosa bianca, Strozzapreti con fiori di zucca, Riflesso, Minighiacciolo, Cremoso al lampone.
  - Menù degustazione Pazzamente ligure di Gloria: Cima alla genovese moderna, Pansoti al sugo di noci, Prebuggiun rivisitato, Coniglio alla ligure, Pandolce genovese.
- Vincitore della sesta edizione di Masterchef Italia: Valerio Braschi.

## Ascolti
| Puntata    | Episodio | Sky Uno          | Sky Uno        | Sky Uno |
| Puntata    | Episodio | Messa in onda    | Telespettatori | Share   |
| ---------- | -------- | ---------------- | -------------- | ------- |
| 1-Provini  | 1        | 22 dicembre 2016 | 827.000        | 3,20%   |
| 1-Provini  | 2        | 22 dicembre 2016 | 803.000        | 3,04%   |
| 2          | 3        | 29 dicembre 2016 | 1.123.000      | 4,30%   |
| 2          | 4        | 29 dicembre 2016 | 1.173.000      | 5,20%   |
| 3          | 5        | 5 gennaio 2017   | 1.577.785      | 4,85%   |
| 3          | 6        | 5 gennaio 2017   | 1.528.981      | 5,72%   |
| 4          | 7        | 12 gennaio 2017  | 1.246.000      | 4,40%   |
| 4          | 8        | 12 gennaio 2017  | 1.155.000      | 4,90%   |
| 5          | 9        | 19 gennaio 2017  | 1.258.000      | 4,60%   |
| 5          | 10       | 19 gennaio 2017  | 1.190.000      | 5,50%   |
| 6          | 11       | 26 gennaio 2017  | 1.384.000      | 5,10%   |
| 6          | 12       | 26 gennaio 2017  | 1.285.000      | 5,80%   |
| 7          | 13       | 2 febbraio 2017  | 1.458.000      | 5,44%   |
| 7          | 14       | 2 febbraio 2017  | 1.241.000      | 5,60%   |
| 8          | 15       | 9 febbraio 2017  | 1.190.000      | 3,93%   |
| 8          | 16       | 9 febbraio 2017  | 1.125.000      | 4,32%   |
| 9          | 17       | 16 febbraio 2017 | 1.463.000      | 5,30%   |
| 9          | 18       | 16 febbraio 2017 | 1.255.000      | 5,50%   |
| 10         | 19       | 23 febbraio 2017 | 1.320.000      | 4,79%   |
| 10         | 20       | 23 febbraio 2017 | 1.268.000      | 5,73%   |
| Semifinale | 21       | 2 marzo 2017     | 1.435.000      | 5,30%   |
| Semifinale | 22       | 2 marzo 2017     | 1.383.000      | 6,10%   |
| Finale     | 23       | 9 marzo 2017     | 1.641.000      | 6.10%   |
| Finale     | 24       | 9 marzo 2017     | 1.517.000      | 7.00%   |